# Aksana Miankova
Aksana Miankova (vitryska: Аксана Мянькова), född 10 maj 1982 i Krytjaw, i det forna Vitryska SSR, Sovjetunionen, är en vitrysk friidrottare (släggkastare).
Hon tog en guldmedalj i Olympiska sommarspelen 2008 i Peking. Hennes vinnarkast på 76,34 meter var ett nytt olympiskt rekord. Hon fråntogs emellertid guldmedaljen och rekordet efter att ha testats positiv för doping.
Hennes personliga rekord är 77,32. Det sattes i Minsk, Vitryssland, 2008.